# Lista de reis das Duas Sicílias
Esta é uma lista de monarcas do Reino das Duas Sicílias.
| Nome | Imagem                         | Nascimento            | Casamento e descendência                                | Morte                                                |
| --- | ------------------------------ | --------------------- | ------------------------------------------------------- | ---------------------------------------------------- |
| Fernando I 12 de dezembro de 1816 — 4 de janeiro de 1825                                                                                                   | Fernando I das Duas Sicílias   | 12 de janeiro de 1751 | Maria Carolina da Áustria 7 de abril de 1768 12 filhos  | 4 de janeiro de 1825 (73 anos, 11 meses e 23 dias)   |
| Francisco I 4 de janeiro de 1825 — 8 de novembro de 1830                                                                                                   | Francisco I das Duas Sicílias  | 19 de agosto de 1777  | Maria Isabel de Bourbon 6 de julho de 1802 12 filhos    | 8 de novembro de 1830 (53 anos, 2 meses e 20 dias)   |
| Fernando II 8 de novembro de 1830 — 22 de maio de 1859 | Fernando II das Duas Sicílias  | 12 de janeiro de 1810 | Maria Cristina de Saboia 21 de novembro de 1832 1 filho | 22 de maio de 1859 (49 anos, 4 meses e 10 dias)      |
| Fernando II 8 de novembro de 1830 — 22 de maio de 1859 | Fernando II das Duas Sicílias  | 12 de janeiro de 1810 | Maria Teresa da Áustria 9 de janeiro de 1837 12 filhos  | 22 de maio de 1859 (49 anos, 4 meses e 10 dias)      |
| Francisco II 22 de maio de 1859 — 20 de março de 1861 | Francisco II das Duas Sicílias | 16 de janeiro de 1836 | Maria Sofia da Baviera 9 de janeiro de 1859 1 filho     | 27 de dezembro de 1894 (58 anos, 11 meses e 11 dias) |
| Em 1861, o Reino das Duas Sicílias foi anexado ao Reino de Itália, tendo Vítor Emanuel II (da Casa de Saboia) como o primeiro monarca da Itália unificada. |                                |                       |                                                         |                                                      |